# Rolf D. Busch

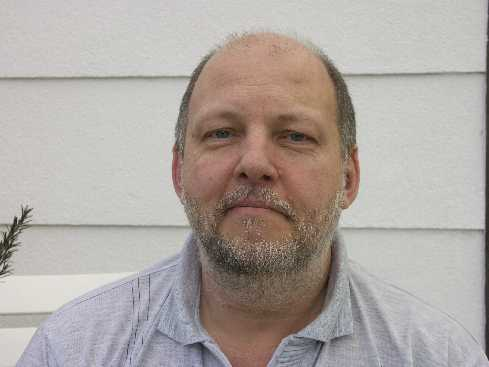
Rolf D. Busch

Rolf Dieter Busch (* 2. April 1956 in Köln) ist ein deutscher Journalist, Autor und Spielelokalisierer.

## Leben
Rolf D. Busch ist seit Ende der 1980er als Journalist, Übersetzer und Lokalisierer von Video- und Computerspielen in Deutschland tätig, mit bisher über 700 lokalisierten Spielen. Auf einem selbst renovierten Bauernhof in der Voreifel gründete er 1989 seine Agentur TextFarm, die er bis heute leitet. Seit 2001 lebt und arbeitet er wieder in seiner Geburtsstadt Köln.

### Ausbildung und Arbeit als Redakteur
Nach Abitur und Wehrdienst studierte Busch an der Universität Köln, mit Gastsemestern an verschiedenen europäischen Universitäten. Er besitzt Magisterabschlüsse in Anglistik, Germanistik, Theater-, Film- und Fernsehwissenschaft, ist Mitglied des Vereins "Mensa in Deutschland e.V." (MinD) und spricht mehrere Fremdsprachen.
Nach seinem Studium begann Busch 1983 ein Volontariat beim Heinrich Bauer Verlag in der Redaktion der Heimwerkerzeitschrift Selbst ist der Mann, mit Abstechern zu den Redaktionen der Auto Zeitung und des Magazins Motorrad Reisen und Sport im gleichen Verlag, und sammelte erste Erfahrungen bei Tageszeitungen. 1985 wurde er als Heimwerker-Redakteur übernommen, doch schon ein Jahr später wurde er Chef vom Dienst bei der Auto Zeitung. Er half dort mit, das erste Redaktions-Textsystem im Bauer-Verlag einzurichten und den Kollegen den Übergang von der Schreibmaschine zur Tastatur zu erleichtern.

### Arbeit als Computerjournalist
1989 machte er sich als Journalist selbständig und begann über Computer und Computerspiele schreiben. Er verfasste meist humorvolle Computerspiel-Kritiken, unter anderem für das Amiga-Magazin, PC Player und verschiedene Tageszeitungen wie die Kölnische Rundschau. Zudem überzeugte Busch das Computermagazin Chip, das sich bis dahin mit Spielesoftware nur am Rande befasst hatte, eine eigene Spielerubrik einzuführen, für die er mehrere Jahre die Reviews schrieb. Zwischen 1997 und 1999 betreute er mit seiner Agentur TextFarm das Magazin Best of Sierra redaktionell, dem Spieleklassiker des Spieleentwicklers Sierra Entertainment auf CD beilagen.

### Arbeit im Do-It-Yourself-Bereich und als Motorjournalist
Auch nach seinem Abschied vom Redaktionsschreibtisch blieb Rolf D. Busch den Themen Heimwerken und Autos nicht nur privat verbunden. In Zusammenarbeit mit der Redaktion Selbst ist der Mann entstand zum Beispiel das Buch Hier macht Arbeit Spaß und für den Privatsender RTL betreute er von 1989 bis 1990 dessen erste Heimwerkersendung Gewusst wie als Autor und Regisseur. Für seine damalige Moderatorin Claudia Hessel wurde die Sendung eines der Sprungbretter für ihre Karriere als Ansagerin, Wetterfee und Moderatorin bei RTL; heute ist sie Chefmoderatorin und Redakteurin bei RTL West.
Im Bereich der Motorpresse schrieb Busch für verschiedene Magazine, vorzugsweise über Klassiker. Gemeinsam mit seinen früheren Redaktionskollegen Thomas Fuths und Thomas M. Imhof schrieb Rolf D. Busch 1992 die Bibel der GTI-Fahrer, Das große VW-GTI-Buch. Der Heel-Verlag legte dieses Buch im Sommer 2013 neu auf.

### Arbeit als Spielelokalisierer
Neben seinen journalistischen und redaktionellen Tätigkeiten arbeitete Rolf D. Busch auch als Spiele-Lokalisierer. 1992 trat der deutsche Vertreiber von Legends of Valour an ihn heran, um Busch für die deutsche Lokalisierung zu engagieren. Während seiner Arbeit am Origin-Klassiker Ultima VIII – Pagan, die ihn mehrere Monate nach Texas führte, schrieb er für die Zeitschrift PC Player ein mehrteiliges Lokalisierungs-Tagebuch, das Anfang 1994 veröffentlicht wurde.
Zusammen mit seinen Kollegen von der TextFarm lokalisierte er über 700 Spiele, inklusive Sprachaufnahmen und Video-Synchronisierungen, darunter Titel, die von der Fachpresse für ihre gute Lokalisierung gelobt wurden, wie etwa die Reihe Baphomets Fluch oder Baldur’s Gate 2. Des Weiteren arbeitete er an MMORPGs wie Dark Age of Camelot und Die 4. Offenbarung, dem laut Eigenaussage des Publishers Gamigo ersten komplett eingedeutschten MMORPG überhaupt.
Ausgewählte weitere Arbeiten
- Command-&-Conquer-Serie
- FIFA Soccer
- Final Fantasy 8
- Grand Theft Auto V (Untertitel & Onlinetexte)
- Lands of Lore: Götterdämmerung
- Leisure Suit Larry 7
- Need for Speed
- Neverwinter Nights
- Red Dead Redemption
- Shannara[11]
- Star Wars: Knights of the Old Republic
- Tomb Raider IV: The Last Revelation
- Toonstruck

Busch führte bei Sprachaufnahmen seiner Übersetzungen öfters auch selbst Regie und übernahm kleine Rollen, etwa als Guardian in Ultima 8 oder in den Spielen Need for Speed und Z.

## Buchveröffentlichungen
- mit Thomas Fuths und Thomas M. Imhof: Das große VW GTI-Buch. Heel Verlag, Königswinter 1990, ISBN 3-89365-139-X.
- Hier macht Arbeit Spaß - Tische und Pulte. Pabel-Verlag, Rastatt 1991, ISBN 3-8118-8520-0.